# Daniel Van Buyten
Daniel Van Buyten (Chimay, 7 februari 1978) is een Belgisch voormalig profvoetballer die speelde als centrale verdediger en huidig voetbalbestuurder. Hij tekende in 2006 bij Bayern München, dat hem overnam van Hamburger SV. Verder speelde hij voor RCS Charleroi, Standard Luik, Olympique Marseille en Manchester City.
Van Buyten was een grote, kopsterke verdediger die regelmatig scoorde. Hij debuteerde eind jaren negentig bij RCS Charleroi en verdiende daar een transfer naar Standard Luik. Daarna belandde hij via Olympique Marseille en Manchester City in Duitsland. Eerst verdedigde hij twee seizoenen de kleuren van Hamburger SV en vertrok daarna naar Bayern München, met wie hij in 2008 en 2010 kampioen werd. In 2010 werd hij ook de eerste Belg die de finale van de UEFA Champions League bereikte. Twee jaar later stond hij opnieuw in de finale en in 2013 werd hij de eerste Belg die het kampioenenbal wist te winnen. Van Buyten was tussen 2001 en 2014 ook Belgisch international en speelde vijfentachtig interlands. Hij was de meest ervaren Belgische international van de selectie die in 2014 aan het WK in Brazilië deelnam. Hij sleepte de titel van beste verdediger van dat WK in ontvangst. Na dat WK stopte Van Buyten met voetballen voor de nationale ploeg. Kort daarna werd bekend dat hij ook definitief stopte met voetballen, ondanks een aanbod van RSC Anderlecht voor twee seizoenen.

## Carrière

### Jeugd
Daniel Van Buyten werd geboren in Chimay, een stad vlak bij de Franse grens in Henegouwen, als de zoon van Francis Van Buyten, een bekende Belgische professioneel worstelaar en gewezen doelman. Zijn moeder Renate is een Duitse en is afkomstig van Hannover. Op achtjarige leeftijd sloot Daniel zich aan bij het plaatselijke JS Froidchapelle, hoewel hij als kind ook droomde van een carrière als worstelaar. Hij werd er in 1991 weggehaald door Olympic Charleroi. Na twee seizoenen belandde Van Buyten bij UBS Auvelais alvorens in 1994 de overstap te maken naar FC Somzée, een club uit de tweede provinciale. Ook zijn oudere broer Alain belandde bij Somzée. De jongste Van Buyten was in die dagen een middenvelder en viel vooral op door zijn lengte en stevig schot. Dat hij fysiek sterk was, was een gevolg van zijn sportieve opvoeding.
In 1997 werden beide Van Buytens door Michel Bertinchamps, conditietrainer van eersteklasser RCS Charleroi, ontdekt. Daniel was in het verleden al eens getest bij RCS Charleroi, maar toen zonder succes. In zijn eerste jaar werd hij ondergebracht bij de reserves, waar hij zich met meer dan dertig doelpunten meteen in de kijker speelde. Een jaar later mocht hij zich aansluiten bij de A-kern.

### RCS Charleroi
Het was toenmalig trainer Robert Waseige die de 20-jarige Van Buyten liet debuteren op het hoogste niveau. Hij werd bij de Zebra's een ploeggenoot van onder meer Dante Brogno, Alexandre Teklak, Frédéric Peiremans en Roch Gérard. In totaal kreeg hij negentien speelkansen van Waseige. Het bleek voldoende om een transfer naar de grote concurrent uit Luik af te dwingen.

### Standard Luik
Van Buyten ruilde in de zomer van 1999 RCS Charleroi in voor Standard Luik. De Waal werd bij de Rouches omgevormd tot verdediger, maar kende er geen makkelijk seizoen. Eerst werd trainer Tomislav Ivić opzij gezet, wat later was het de beurt aan zijn landgenoot Zvletko Mijać, die uiteindelijk vervangen werd door oud-speler Jean Thissen. Bovendien vond Van Buyten als rechtsachter zijn draai niet. Het seizoenbegin werd een flop voor de jonge Waal, die door Sport/Voetbalmagazine verkozen werd tot Loden Schoen. Pas als centrale verdediger, aan de zijde van ploeggenoot Liviu Ciobotariu, ontpopte hij. Na de winterstop werd Van Buyten een sterkhouder bij Standard en werd hij door de Franstalige pers vergeleken met oud-international Philippe Albert. In zijn tweede seizoen in de Vurige Stede volgde de bevestiging. Voortaan werd hij bij elke sterke prestatie aan de nationale ploeg gelinkt. In januari 2002 werd hij veertiende in de einduitslag van de Gouden Schoen.

### Olympique Marseille
In 2001 zette Van Buyten opnieuw een stap hogerop. Hij trok samen met Joseph Yobo en doelman Vedran Runje naar Olympique Marseille, een zusterclub van Standard. Na de winterstop maakte ook Jurgen Cavens de overstap van Standard naar Marseille. De Franse club betaalde omgerekend ongeveer twaalf miljoen euro voor de transfer van Van Buyten. Het was toen de duurste transfer in de geschiedenis van het Belgisch voetbal.
In Marseille werd hij gezien als een défenseur-buteur, een verdediger en doelpuntenmaker. Een rol die tot enkele jaren daarvoor vervuld werd door Laurent Blanc. Dat hij door zijn sprongkracht en uitstekende timing regelmatig met het hoofd scoorde, was ook de Fransen niet ontgaan. Van Buyten, die bij Olympique Marseille het nummer 4 droeg, speelde in het zuiden van Frankrijk samen met verdedigers als Frank Lebœuf en Loris Reina. De kwaliteiten van de inmiddels Belgische international werden zelfs in de toonaangevende krant L'Equipe geprezen. In het seizoen 2002/03 werd hij gelinkt aan buitenlandse clubs als Manchester United, Newcastle United en Juventus. In 2003 maakte hij ook deel uit van het elftal van het seizoen.
Enkele jaren na Van Buytens overstap naar Marseille kwam zijn transfer in opspraak. De verscheidene transfers van Standard naar Marseille aan het begin van de 21e eeuw maakten volgens een gerechtelijk onderzoek deel uit van een witwasoperatie.
In het seizoen 2003/04 speelde Van Buyten met Marseille in de UEFA Champions League. Trainer José Anigo volgde in de loop van het seizoen zijn landgenoot Alain Perrin op. Anigo maakte de Belgische verdediger duidelijk dat hij geen plaats meer had in het elftal. Na de winterstop pakte een teleurgestelde Van Buyten zijn koffers.

### Manchester City
Op Anigo's aanraden belandde hij op huurbasis in de Premier League. In theorie leek de fysiek sterke competitie op het lijf geschreven van Van Buyten, maar een blessure aan de adductoren gooide roet in het eten. Hij kon zich niet op korte tijd in de ploeg werken en kwam slechts vijf keer in actie voor The Citizens. Van Buyten, die liever in Marseille was gebleven, zocht na het seizoen weer andere oorden op.

### HSV
In juni 2004 tekende Van Buyten een contract voor vier seizoenen bij Hamburger SV. Trainer Klaus Toppmöller haalde hem binnen als vervanger van de Nederlander Nico-Jan Hoogma. De toen 26-jarige Van Buyten werd bij HSV een ploeggenoot van Émile Mpenza.
Voor Van Buyten voelde de transfer naar HSV een beetje aan als thuiskomen, zijn moeder is immers uit Duitsland afkomstig. In oktober 2004 werd Thomas Doll aangeduid als Toppmöllers opvolger. De oud-speler van HSV loodste de club in 2006 naar een derde plaats en promoveerde Van Buyten tot aanvoerder van het team.

### Bayern München

De opstellingen van de Champions Leaguefinale van 2010.

Na twee seizoenen werd Van Buyten getransfereerd naar de Duitse topclub Bayern München en tekende voor vier seizoenen. HSV trok zijn landgenoot Vincent Kompany aan als zijn vervanger.
Bij Bayern mocht Big Dan de concurrentie aangaan met Lúcio, Martín Demichelis en Valérien Ismaël. Hij werd samen met de Braziliaan Lúcio het centrale duo onder trainer Ottmar Hitzfeld. Het duurde niet lang alvorens Van Buyten ook bij Bayern zijn waarde toonde. Zo maakte hij in zijn eerste seizoen twee belangrijke uitdoelpunten in de kwartfinale van de UEFA Champions League. Tegenstander AC Milan kwam in de heenwedstrijd twee keer op voorsprong, maar Van Buyten zorgde twee keer voor de gelijkmaker. De terugwedstrijd verloren de Duitsers met 0–2. Milan won later ook de finale. In 2008 won Van Buyten zijn eerste landstitel en beker met Bayern.
Onder Jürgen Klinsmann kwam Van Buyten minder aan spelen toe. De gewezen wereldkampioen plaatste hem vaak op de bank. Op een gegeven moment lag Van Buyten met zijn trainer in de clinch. Klinsmann maakte het seizoen echter niet af en werd vervangen door succestrainer Jupp Heynckes.
In 2009 nam Louis van Gaal het roer over. Onder de Nederlander werd Van Buyten opnieuw een vaste waarde. Met spelers als Arjen Robben, Thomas Müller, Franck Ribery en Bastian Schweinsteiger won Bayern dat seizoen de dubbel. Het bereikte ook de finale van de UEFA Champions League, maar verloor daarin met 2–0 van Internazionale. Van Buyten was in de finale de rechtstreekse tegenstander van doelpuntenmaker Diego Milito, die hem bij zijn tweede treffer passeerde.
Voor het seizoen 2011/12 keerde Heynckes terug als trainer. De 34-jarige Van Buyten moet zich dan tevreden stellen met een rol als invaller. Maar desondanks een moeizame start begon Van Buyten meer basisplaatsen te krijgen, gekoppeld aan sterke prestaties. In december 2011 kreeg Van Buyten een blessure aan de voet waardoor hij 6 tot 8 weken buiten strijd was. Ondanks de interesse van enkele clubs verlengde hij in april 2012 zijn contract tot 2013.
In mei 2012 werd een geblesseerde Van Buyten in allerijl klaargestoomd voor de Champions Leaguefinale tegen Chelsea. Hij mocht in de zevenentachtigste minuut invallen voor doelpuntenmaker Thomas Müller, het stond toen 1–0. Nog geen minuut na zijn invalbeurt maakte zijn ex-ploegmaat Didier Drogba gelijk. Chelsea won de finale uiteindelijk na strafschoppen. De finale ging door in het stadion van Bayern.
Op 6 april 2013 pakte Bayern zijn drieëntwintigste landstitel. Nog nooit eerder won een club zo vroeg in het seizoen de Bundesliga. In de titelwedstrijd tegen Eintracht Frankfurt zat Van Buyten op de bank. Op 25 mei 2013 werd hij de eerste Belgische speler ooit die de UEFA Champions League won. In de 2-1 gewonnen finale tegen Borussia Dortmund bleef Van Buyten negentig minuten lang op de bank.
In juni 2013 verlengde hij zijn contract met een jaar waardoor hij tot 2014 verbonden bleef aan Bayern.
Na het seizoen 2013/14 kondigde hij zijn vertrek bij Bayern aan. Het was niet meteen duidelijk of hij volledig zou stoppen met voetballen of dat hij bij een andere ploeg aan de slag zou gaan. Begin augustus 2014 deed RSC Anderlecht hem een voorstel voor twee seizoenen. Het bleek een moeilijke beslissing voor Van Buyten, die ruim de tijd nam om de knoop door te hakken. Uiteindelijk besloot de 36-jarige verdediger dan toch om definitief te stoppen met voetballen en niet op het voorstel van RSC Anderlecht in te gaan. In een emotionele afscheidsbrief gaf hij aan dat zijn lichaam topsport niet meer aankon en dat hij meer tijd wilde doorbrengen met zijn vrouw en kinderen.

## Nationale ploeg
Op 28 februari 2001 debuteerde Daniel Van Buyten bij de Rode Duivels. Hij mocht toen van bondscoach Robert Waseige, die hij nog kende van zijn periode bij RSC Charleroi, meespelen in de gewonnen wedstrijd tegen San Marino. Uitslag 10–1, meteen de grootste zege ooit van de Rode Duivels.
Vanaf dan werd Van Buyten regelmatig opgeroepen voor de nationale ploeg. De Waalse verdediger mocht in 2002 ook mee naar het WK in Japan en Zuid-Korea. De nationale ploeg leefde tijdens het toernooi voortdurend in onmin met de pers, maar slaagde er toch in om de achtste finale te bereiken. De Rode Duivels werden uiteindelijk uitgeschakeld door de latere wereldkampioen Brazilië.
Hoewel Van Buyten in de nationale ploeg een vaste waarde werd, kon in hij Vlaanderen nooit op veel steun rekenen. Enkele cruciale blunders bij de nationale ploeg bezorgden hem in de loop der jaren een slechte reputatie bij de Nederlandstalige pers.
Toen Van Buyten op 3 september 2010 in de fout ging tegen Duitsland werd hij door de pers opnieuw verworpen. Van Buyten nam enkele dagen later sportieve revanche met twee doelpunten tegen Turkije. Nadien bekritiseerde hij de pers in een open brief.
Van Buyten speelde daarna nog regelmatig in het hart van de defensie, mede door blessures van Vincent Kompany en Thomas Vermaelen. Als deze twee spelers fit waren, vormden zij het hart van de defensie en zat Van Buyten meestal op de bank. Toch werd hij nog steeds opgeroepen en was hij eerste keuze indien er geblesseerden waren, centraal achterin. Ook werd hij door bondscoach Marc Wilmots gezien als een ervaren speler die de jonge getalenteerde groep nog veel kon bijbrengen.
Van Buyten speelde uiteindelijk vijfentachtig interlands voor de nationale ploeg en maakte daarin tien doelpunten. Hierdoor staat hij qua aantal interlands in de Belgische top tien aller tijden. Hij was de meest ervaren speler van de groep die deelnam aan het WK 2014 in Brazilië. Op dit WK haalde België de kwartfinale, waarin ze verloren van Argentinië.

## Interlands
| Interlands van Daniel Van Buyten   | Interlands van Daniel Van Buyten | Interlands van Daniel Van Buyten | Interlands van Daniel Van Buyten | Interlands van Daniel Van Buyten | Interlands van Daniel Van Buyten |
| Nr.                                | Datum                            | Wedstrijd                        | Uitslag                          | Soort Wedstrijd                  | Goals                            |
| Als speler van Standard Luik       | Als speler van Standard Luik     | Als speler van Standard Luik     | Als speler van Standard Luik     | Als speler van Standard Luik     | Als speler van Standard Luik     |
| ---------------------------------- | -------------------------------- | -------------------------------- | -------------------------------- | -------------------------------- | -------------------------------- |
| 1.                                 | 28 februari 2001                 | België - San Marino              | 10 – 1                           | WK Kwalificatie 2002             | -                                |
| 2.                                 | 24 maart 2001                    | Schotland - België               | 2 – 2                            | WK Kwalificatie 2002             | 90'                              |
| Als speler van Olympique Marseille |                                  |                                  |                                  |                                  |                                  |
| 3.                                 | 13 februari 2002                 | België - Noorwegen               | 1 – 0                            | Vriendschappelijk                | -                                |
| 4.                                 | 27 maart 2002                    | Griekenland - België             | 3 – 2                            | Vriendschappelijk                | -                                |
| 5.                                 | 14 mei 2002                      | België - Algerije                | 0 – 0                            | Vriendschappelijk                | -                                |
| 6.                                 | 18 mei 2002                      | Frankrijk - België               | 1 – 2                            | Vriendschappelijk                | -                                |
| 7.                                 | 26 mei 2002                      | België - Costa Rica              | 1 – 0                            | Vriendschappelijk                | -                                |
| 8.                                 | 4 juni 2002                      | Japan - België                   | 1 – 0                            | WK-eindronde                     | -                                |
| 9.                                 | 10 juni 2002                     | Tunesië - België                 | 1 – 1                            | WK-eindronde                     | -                                |
| 10.                                | 14 juni 2002                     | België - Rusland                 | 3 – 2                            | WK-eindronde                     | -                                |
| 11.                                | 17 juni 2002                     | Brazilië - België                | 2 – 0                            | WK-eindronde                     | -                                |
| 12.                                | 21 augustus 2002                 | Polen - België                   | 1 – 0                            | Vriendschappelijk                | -                                |
| 13.                                | 7 september 2002                 | België - Bulgarije               | 0 – 2                            | EK Kwalificatie 2004             | -                                |
| 14.                                | 12 februari 2003                 | Algerije - België                | 1 – 3                            | Vriendschappelijk                | -                                |
| 15.                                | 29 maart 2003                    | Kroatië - België                 | 4 – 0                            | EK Kwalificatie 2004             | -                                |
| 16.                                | 30 april 2003                    | België - Polen                   | 3 – 1                            | EK Kwalificatie 2004             | -                                |
| 17.                                | 7 juni 2003                      | Bulgarije - België               | 4 – 0                            | EK Kwalificatie 2004             | -                                |
| 18.                                | 11 juni 2003                     | België - Bulgarije               | 2 – 2                            | EK Kwalificatie 2004             | -                                |
| 19.                                | 20 augustus 2003                 | België - Nederland               | 1 – 1                            | Vriendschappelijk                | -                                |
| 20.                                | 10 september 2003                | België - Kroatië                 | 2 – 2                            | EK Kwalificatie 2004             | -                                |
| 21.                                | 11 oktober 2003                  | België - Estland                 | 2 – 2                            | EK Kwalificatie 2004             | -                                |
| Als speler van Hamburger SV        |                                  |                                  |                                  |                                  |                                  |
| 22.                                | 18 augustus 2004                 | Noorwegen - België               | 2 – 2                            | Vriendschappelijk                | -                                |
| 23.                                | 04 september 2004                | België - Litouwen                | 1 – 1                            | WK Kwalificatie 2006             | -                                |
| 24.                                | 09 oktober 2004                  | Spanje - België                  | 2 – 0                            | WK Kwalificatie 2006             | -                                |
| 25.                                | 26 maart 2005                    | België - Bosnië en Herzegovina   | 4 – 1                            | WK Kwalificatie 2006             | -                                |
| 26.                                | 30 maart 2005                    | San Marino - België              | 1 – 2                            | WK Kwalificatie 2006             | 65'                              |
| 27.                                | 4 juni 2005                      | Servië en Montenegro - België    | 1 – 2                            | WK Kwalificatie 2006             | -                                |
| 28.                                | 17 augustus 2005                 | België - Griekenland             | 2 – 0                            | Vriendschappelijk                | -                                |
| 29.                                | 03 september 2005                | Bosnië en Herzegovina - België   | 1 – 0                            | EK Kwalificatie 2008             | -                                |
| 30.                                | 07 september 2005                | België - San Marino              | 8 – 0                            | EK Kwalificatie 2008             | 83'                              |
| 31.                                | 8 oktober 2005                   | België - Spanje                  | 0 – 2                            | EK Kwalificatie 2008             | -                                |
| Als speler van Bayern Munchen      |                                  |                                  |                                  |                                  |                                  |
| 32.                                | 16 augustus 2006                 | België - Kazachstan              | 0 – 0                            | EK Kwalificatie 2008             | -                                |
| 33.                                | 6 september 2006                 | Armenië - België                 | 0 – 1                            | EK Kwalificatie 2008             | 41'                              |
| 34.                                | 07 oktober 2006                  | Servië - België                  | 1 – 0                            | EK Kwalificatie 2008             | -                                |
| 35.                                | 11 oktober 2006                  | België - Azerbeidzjan            | 3 – 0                            | EK Kwalificatie 2008             | -                                |
| 36.                                | 15 november 2006                 | België - Polen                   | 0 – 1                            | EK Kwalificatie 2008             | -                                |
| 37.                                | 7 februari 2007                  | België - Tsjechië                | 0 – 2                            | Vriendschappelijk                | -                                |
| 38.                                | 24 maart 2007                    | Portugal - België                | 4 – 0                            | EK Kwalificatie 2008             | -                                |
| 39.                                | 13 oktober 2007                  | België - Finland                 | 0 – 0                            | EK Kwalificatie 2008             | -                                |
| 40.                                | 17 oktober 2007                  | België - Armenië                 | 3 – 0                            | EK Kwalificatie 2008             | -                                |
| 41.                                | 17 november 2007                 | Polen - België                   | 2 – 0                            | EK Kwalificatie 2008             | -                                |
| 42.                                | 21 november 2007                 | Azerbeidzjan - België            | 0 – 1                            | EK Kwalificatie 2008             | -                                |
| 43.                                | 26 maart 2008                    | België - Marokko                 | 1 – 4                            | Vriendschappelijk                | -                                |
| 44.                                | 20 augustus 2008                 | Duitsland - België               | 2 – 0                            | Vriendschappelijk                | -                                |
| 45.                                | 06 september 2008                | België - Estland                 | 3 – 2                            | WK Kwalificatie 2010             | -                                |
| 46.                                | 15 oktober 2008                  | België - Spanje                  | 1 – 2                            | WK Kwalificatie 2010             | -                                |
| 47.                                | 19 november 2008                 | Luxemburg - België               | 1 – 1                            | Vriendschappelijk                | -                                |
| 48.                                | 11 februari 2009                 | België - Slovenië                | 2 – 0                            | WK Kwalificatie 2010             | 20' 85'                          |
| 49.                                | 12 augustus 2009                 | Tsjechië - België                | 3 – 1                            | Vriendschappelijk                | -                                |
| 50.                                | 5 september 2009                 | Spanje - België                  | 5 – 0                            | WK Kwalificatie 2010             | -                                |
| 51.                                | 9 september 2009                 | Armenië - België                 | 2 – 1                            | WK Kwalificatie 2010             | 90+2'                            |
| 52.                                | 10 oktober 2009                  | België - Turkije                 | 2 – 1                            | WK Kwalificatie 2010             | -                                |
| 53.                                | 14 oktober 2009                  | Estland - België                 | 2 – 0                            | WK Kwalificatie 2010             | -                                |
| 54.                                | 14 november 2009                 | België - Hongarije               | 3 – 0                            | Vriendschappelijk                | -                                |
| 55.                                | 19 november 2009                 | Qatar - België                   | 0 – 2                            | Vriendschappelijk                | -                                |
| 56.                                | 03 september 2010                | België - Duitsland               | 0 – 1                            | EK Kwalificatie 2012             | -                                |
| 57.                                | 07 september 2010                | Turkije - België                 | 3 – 2                            | EK Kwalificatie 2012             | 28' 69'                          |
| 58.                                | 08 oktober 2010                  | Kazachstan - België              | 0 – 2                            | EK Kwalificatie 2012             | -                                |
| 59.                                | 17 november 2010                 | Rusland - België                 | 0 – 2                            | Vriendschappelijk                | -                                |
| 60.                                | 09 februari 2011                 | België - Finland                 | 1 – 1                            | Vriendschappelijk                | -                                |
| 61.                                | 25 maart 2011                    | Oostenrijk - België              | 0 – 2                            | EK Kwalificatie 2012             | -                                |
| 62.                                | 29 maart 2011                    | België - Azerbeidzjan            | 4 – 1                            | EK Kwalificatie 2012             | -                                |
| 63.                                | 10 augustus 2011                 | Slowakije - België               | 0 – 0                            | Vriendschappelijk                | -                                |
| 64.                                | 07 oktober 2011                  | België - Kazachstan              | 4 – 1                            | EK Kwalificatie 2012             | -                                |
| 65.                                | 11 november 2011                 | België - Roemenië                | 2 – 1                            | Vriendschappelijk                | 10'                              |
| 66.                                | 15 november 2011                 | Frankrijk - België               | 0 – 0                            | Vriendschappelijk                | -                                |
| 67.                                | 15 augustus 2012                 | België - Nederland               | 4 – 2                            | Vriendschappelijk                | -                                |
| 68.                                | 14 november 2012                 | Roemenië - België                | 2 – 1                            | Vriendschappelijk                | -                                |
| 69.                                | 6 februari 2013                  | België - Slowakije               | 2 – 1                            | Vriendschappelijk                | -                                |
| 70.                                | 26 maart 2013                    | België - Macedonië               | 1 – 0                            | WK Kwalificatie 2014             | -                                |
| 71.                                | 07 juni 2013                     | België - Servië                  | 2 – 1                            | WK Kwalificatie 2014             | -                                |
| 72.                                | 14 augustus 2013                 | België - Frankrijk               | 0 – 0                            | Vriendschappelijk                | -                                |
| 73.                                | 6 september 2013                 | Schotland – België               | 0 – 2                            | WK-kwalificatie 2014             | -                                |
| 74.                                | 11 oktober 2013                  | Kroatië – België                 | 1 – 2                            | WK-kwalificatie 2014             | -                                |
| 75.                                | 15 oktober 2013                  | België – Wales                   | 1 – 1                            | WK-kwalificatie 2014             | -                                |
| 76.                                | 19 november 2013                 | België – Japan                   | 2 – 3                            | Vriendschappelijk                | -                                |
| 77.                                | 05 maart 2014                    | België - Ivoorkust               | 2 – 2                            | Vriendschappelijk                | -                                |
| 78.                                | 26 mei 2014                      | België - Luxemburg               | 5 – 1                            | Vriendschappelijk                | -                                |
| 79.                                | 01 juni 2014                     | Zweden - België                  | 0 – 2                            | Vriendschappelijk                | -                                |
| 80.                                | 07 juni 2014                     | België - Tunesië                 | 1 – 0                            | Vriendschappelijk                | -                                |
| 81.                                | 17 juni 2014                     | Algerije - België                | 2 – 1                            | WK 2014 groepsfase               | -                                |
| 82.                                | 22 juni 2014                     | België - Rusland                 | 1 – 0                            | WK 2014 groepsfase               | -                                |
| 83.                                | 27 juni 2014                     | Zuid-Korea – België              | 0 – 1                            | WK 2014 groepsfase               | -                                |
| 84.                                | 01 juli 2014                     | België - Verenigde Staten        | 1 – 2                            | WK 2014 achtste finale           | -                                |
| 85.                                | 05 juli 2014                     | Argentinië - België              | 1 – 0                            | WK 2014 kwartfinale              | -                                |
| Totaal                             | Totaal                           | Totaal                           | Totaal                           | Totaal                           | 10                               |

Bijgewerkt t/m 5 juli 2014

## Statistieken
| Seizoen     | Club                | Land               | Competitie     | Competitie | Competitie | Beker | Beker | Internationaal* | Internationaal* | Totaal | Totaal |
| Seizoen     | Club                | Land               | Competitie     | Wed.       | Dlp.       | Wed.  | Dlp.  | Wed.            | Dlp.            | Wed.   | Dlp.   |
| ----------- | ------------------- | ------------------ | -------------- | ---------- | ---------- | ----- | ----- | --------------- | --------------- | ------ | ------ |
| 1998/99     | Sporting Charleroi  | Vlag van België    | Eerste Klasse  | 19         | 1          | 0     | 0     | 0               | 0               | 19     | 1      |
| Club Totaal | Club Totaal         | Club Totaal        | Club Totaal    | 19         | 1          | 0     | 0     | 0               | 0               | 19     | 1      |
| 1999/00     | Standard Luik       | Vlag van België    | Eerste Klasse  | 28         | 3          | 0     | 0     | 0               | 0               | 28     | 3      |
| 2000/01     | Standard Luik       | Vlag van België    | Eerste Klasse  | 26         | 3          | 0     | 0     | 2               | 1               | 28     | 4      |
| Club Totaal | Club Totaal         | Club Totaal        | Club Totaal    | 54         | 6          | 0     | 0     | 2               | 1               | 56     | 7      |
| 2001/02     | Olympique Marseille | Vlag van Frankrijk | Ligue 1        | 23         | 2          | 0     | 0     | 0               | 0               | 23     | 2      |
| 2002/03     | Olympique Marseille | Vlag van Frankrijk | Ligue 1        | 35         | 8          | 0     | 0     | 0               | 0               | 35     | 8      |
| 2003/04     | Olympique Marseille | Vlag van Frankrijk | Ligue 1        | 18         | 2          | 0     | 0     | 8               | 1               | 26     | 3      |
| Club Totaal | Club Totaal         | Club Totaal        | Club Totaal    | 76         | 12         | 0     | 0     | 8               | 1               | 84     | 13     |
| 2003/04     | → Manchester City   | Vlag van Engeland  | Premier League | 5          | 0          | 1     | 0     | 0               | 0               | 6      | 0      |
| Club Totaal | Club Totaal         | Club Totaal        | Club Totaal    | 5          | 0          | 1     | 0     | 0               | 0               | 6      | 0      |
| 2004/05     | Hamburger SV        | Vlag van Duitsland | Bundesliga     | 34         | 5          | 1     | 0     | 2               | 0               | 37     | 5      |
| 2005/06     | Hamburger SV        | Vlag van Duitsland | Bundesliga     | 27         | 2          | 3     | 1     | 15              | 2               | 45     | 5      |
| Club Totaal | Club Totaal         | Club Totaal        | Club Totaal    | 61         | 7          | 4     | 1     | 17              | 2               | 82     | 10     |
| 2006/07     | Bayern München      | Vlag van Duitsland | Bundesliga     | 31         | 3          | 5     | 0     | 10              | 2               | 46     | 5      |
| 2007/08     | Bayern München      | Vlag van Duitsland | Bundesliga     | 19         | 1          | 5     | 1     | 3               | 1               | 27     | 3      |
| 2008/09     | Bayern München      | Vlag van Duitsland | Bundesliga     | 18         | 3          | 2     | 0     | 5               | 1               | 25     | 4      |
| 2009/10     | Bayern München      | Vlag van Duitsland | Bundesliga     | 31         | 6          | 5     | 2     | 12              | 1               | 48     | 9      |
| 2010/11     | Bayern München      | Vlag van Duitsland | Bundesliga     | 21         | 2          | 3     | 0     | 5               | 0               | 29     | 2      |
| 2011/12     | Bayern München      | Vlag van Duitsland | Bundesliga     | 13         | 4          | 2     | 0     | 7               | 0               | 23     | 4      |
| 2012/13     | Bayern München      | Vlag van Duitsland | Bundesliga     | 13         | 1          | 4     | 0     | 6               | 0               | 23     | 1      |
| 2013/14     | Bayern München      | Vlag van Duitsland | Bundesliga     | 12         | 1          | 4     | 0     | 3               | 0               | 19     | 1      |
| Club Totaal | Club Totaal         | Club Totaal        | Club Totaal    | 158        | 21         | 30    | 3     | 51              | 5               | 239    | 29     |
| TOTAAL      | TOTAAL              | TOTAAL             | TOTAAL         | 373        | 47         | 35    | 4     | 78              | 9               | 486    | 60     |

## Erelijst
Hamburger SV
- UEFA Intertoto Cup: 2005

 Bayern München
- Bundesliga: 2007/08, 2009/10, 2012/13, 2013/14
- DFB-Pokal: 2007/08, 2009/10, 2012/13, 2013/14
- DFB-Ligapokal: 2007
- DFL-Supercup: 2010, 2012
- UEFA Champions League: 2012/13
- UEFA Super Cup: 2013
- FIFA Club World Cup: 2013

Individueel
- UNFP Ligue 1 Team van het Jaar: 2002/03
- ESM Team van het Jaar: 2002/03
- FIFA Fair Play Trophy: FIFA WK 2002

## Privé
- Van Buyten is getrouwd met Céline en is vader van een zoon en twee dochters.